# Therobia vulpes
Therobia vulpes är en tvåvingeart som först beskrevs av Seguy 1948.  Therobia vulpes ingår i släktet Therobia och familjen parasitflugor. Inga underarter finns listade i Catalogue of Life.